# Casa Gustà
La Casa Gustà és un edifici modernista situat als carrers de Ca l'Alegre de Dalt, Balcells i passeig d'Amunt del districte de Gràcia de Barcelona, catalogat com a bé cultural d'interès local. En l'actualitat, acull una institució geriàtrica.

## Història
Va ser edificada entre 1907 i 1910 pel mateix propietari de la finca, l'arquitecte Jaume Gustà i Bondia, autor de la seu del Districte de Sants-Montjuïc i de la fàbrica Fabra i Coats de Sant Andreu. L'any 1911, fou premiada amb una menció del Concurs anual d'edificis artístics de Barcelona.

## Descripció
Es tracta d'un edifici modernista d'inspiració medieval que passa per ser un dels edificis més antics que es conserven al barri de Gràcia Nova. Disposa de tres façanes i l'accés principal es produeix des del carrer de Ca l'Alegre de Dalt, encara que també disposa d'una entrada al jardí des del passeig d'Amunt. Comprèn semisoterrani, planta baixa, dos pisos i terrat transitable. L'accés principal dona pas a una zona de vestíbul que conté, al fons, la gran escala vers els pisos superiors.
Les tres façanes de la casa estructuren les seves obertures en eixos verticals i horitzontals de ritme regular: finestres coronelles rebaixades a planta baixa, balcons i finestrals al primer pis i finestres bífores polilobulars i solanes al darrer nivell. Els murs d'aquestes façanes es presenten revestits amb morters en forma de carreu a la planta baixa i esgrafiats blancs amb motius d'inspiració vegetal en les plantes superiors. Els emmarcaments dels balcons i les finestres són fets d'estuc i sobresurten de la línia de façana per mitjà de complexes motllures i guardapols d'inspiració gòtica. Pel que fa als balcons, presenten una llosana d'obra revestida amb rajola vidriada a motius florals, mentre que les baranes i les mènsules que el sostenen, profusament decorades amb motius florals, son de ferro forjat. El portal principal, consisteix en un arc rebaixat amb columnelles als muntants, coronat per un guardapols conopial amb motllures en forma de rosa.
Corona l'edifici un potent ràfec fet a base de tirants de fusta i rajola pintada que sostenen una falsa teuladeta. Sobre aquesta teuladeta sobresurt la barana del terrat, consistent en una gelosia a base de medallons polilobulars d'estuc. El jardí es presenta envoltat per una tàpia i reixes de forja i presenta un accés flanquejat per dos alts pilons ornats amb elements ceràmics, coronats per dos pinacles fets de trencadís.
La galeria de la planta baixa serveix de nexe d'unió entre l'interior de la casa i el jardí, situat en un nivell inferior respecte la planta d'accés. Aquesta galeria consisteix en un volum que sobresurt de la façana meridional i que s'obre a l'exterior per mitjà d'una gran finestra coronella decorada amb traceries ogivals al carrer de l'Alegre de Dalt i per mitjà d'una galeria d'arcs escarsers al jardí orientat al Passeig d'Amunt. Aquesta galeria dona accés al jardí per mitjà d'una escala de tipus imperial, amb baranes de forja i que conté, sota el replà central, la porta d'accés al pis semisoterrani. Aquest cos adossat és cobert per un terrat transitable al qual s'accedeix des de les estances del primer pis i que es presenta tancat per baranes de forja alternades amb baranes de felosia a base de medallons polilobulars d'estuc.
El vestíbul, al qual s'accedeix des del portal principal, és l'espai central de la casa, ja que serveix de distribuïdor de la planta baixa i, al mateix temps, acull l'escala vers els pisos superiors. Aquest ampli espai es presenta ricament ornamentat a base d'estucs, vitralls, mosaics hidràulics i, sobretot, de fusteries originalment tallades amb fustes tropicals i ceràmiques de la fàbrica Pujol i Bausis.